# Таджикистан на летних Олимпийских играх 2000
Таджикистан принимал участие в Летних Олимпийских играх 2000 года в Сиднее (Австралия) во второй раз за свою историю, но не завоевал ни одной медали. Сборную страны представляло четыре спортсмена, в том числе две женщины.

## Лёгкая атлетика

### Мужчины
| Спортсмен        | Соревнование | Финал     | Финал |
| Спортсмен        | Соревнование | Результат | Место |
| ---------------- | ------------ | --------- | ----- |
| Сергей Забавский | Марафон      | 2:30:29   | 68    |

### Женщины
| Спортсмен         | Соревнование | Финал     | Финал |
| Спортсмен         | Соревнование | Результат | Место |
| ----------------- | ------------ | --------- | ----- |
| Гулсара Дадабаева | Марафон      | 2:51:03   | 41    |

## Плавание

### Мужчины
| Спортсмен     | Соревнование              | Отбор | Отбор | Полуфинал     | Полуфинал     | Финал         | Финал         |
| Спортсмен     | Соревнование              | Время | Место | Время         | Место         | Время         | Место         |
| ------------- | ------------------------- | ----- | ----- | ------------- | ------------- | ------------- | ------------- |
| Фарход Орипов | 100 метров вольным стилем | DSQ   | DSQ   | не участвовал | не участвовал | не участвовал | не участвовал |

### Женщины
| Спортсмен          | Соревнование              | Отбор   | Отбор | Полуфинал      | Полуфинал      | Финал          | Финал          |
| Спортсмен          | Соревнование              | Время   | Место | Время          | Место          | Время          | Место          |
| ------------------ | ------------------------- | ------- | ----- | -------------- | -------------- | -------------- | -------------- |
| Катерина Измайлова | 100 метров вольным стилем | 1:19.12 | 54    | не участвовала | не участвовала | не участвовала | не участвовала |